# Brusel jižní nádraží
Brusel jižní nádraží (francouzsky Bruxelles-Midi, vlámsky Brussel-Zuid, Kód IATA: ZYR) patří mezi tři hlavní železniční stanice v Bruselském regionu (další dvě jsou Brusel centrální nádraží a Brusel severní nádraží) a je nejrušnější stanicí v Belgii. Nachází se na území obce Saint-Gilles / Sint-Gillis, jižně od centra a vlastního města Brusel.
Region hlavního města Bruselu je dvojjazyčný, a proto oba názvy stanice (jak vlámský, tak i ten francouzský) jsou oficiální.
Stanice je také propojena se stanicí metra Gare du Midi/Zuidstation.

## Dějiny

### První stanice
První stanice známá jako Bogards/Bogaarden stála od roku 1840 poblíž náměstí Rouppe v jižní části Bruselu. Belgická železniční síť během druhé poloviny 19. století rychle expandovala a staré nádraží brzy přestalo být kapacitně dostačující, takže se ji úřady rozhodly zbourat a o něco dále jižním směrem postavit novou. Nová monumentální budova nádraží navržená architektem Auguste Payenem byla otevřena v roce 1869.

### Druhá stanice
Payenovo nádraží bylo zbouráno v roce 1949 a na jeho místě vyrostla tranzitní stanice, která je součástí projektu severo - jižního spojení . Většina dnešních budov nádražního komplexu byla postavena v letech 1939 až 1954 v poválečném modernistickém stylu podle plánů architektů Adriena a Yvana Blommeho a Fernanda Petita. Zadní budova postavená při náměstí Victora Horty navržená v roce 1992 architektem Marcem De Vreese slouží jako terminál pro vysokorychlostní vlaky.

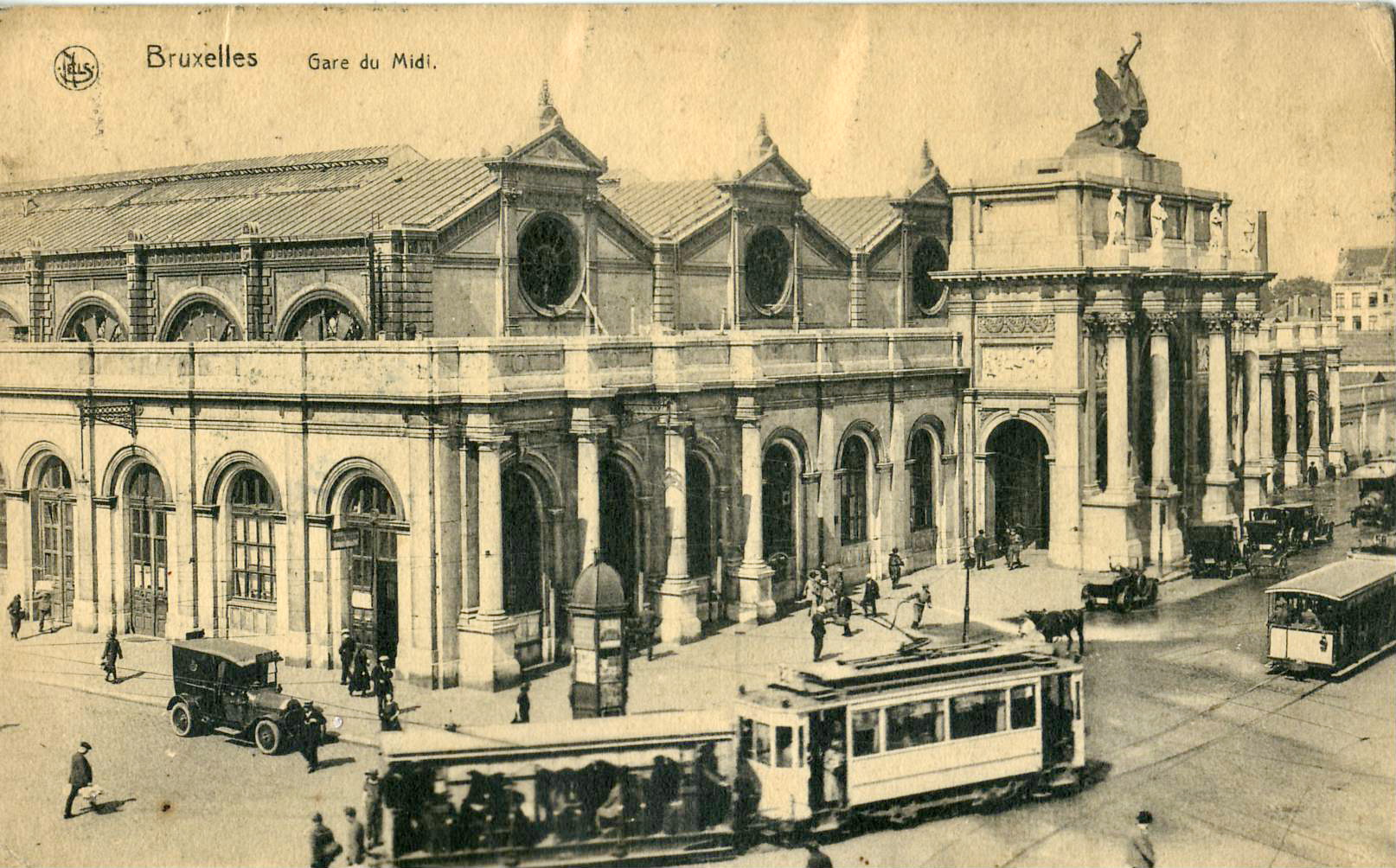
Stará stanice (1869)
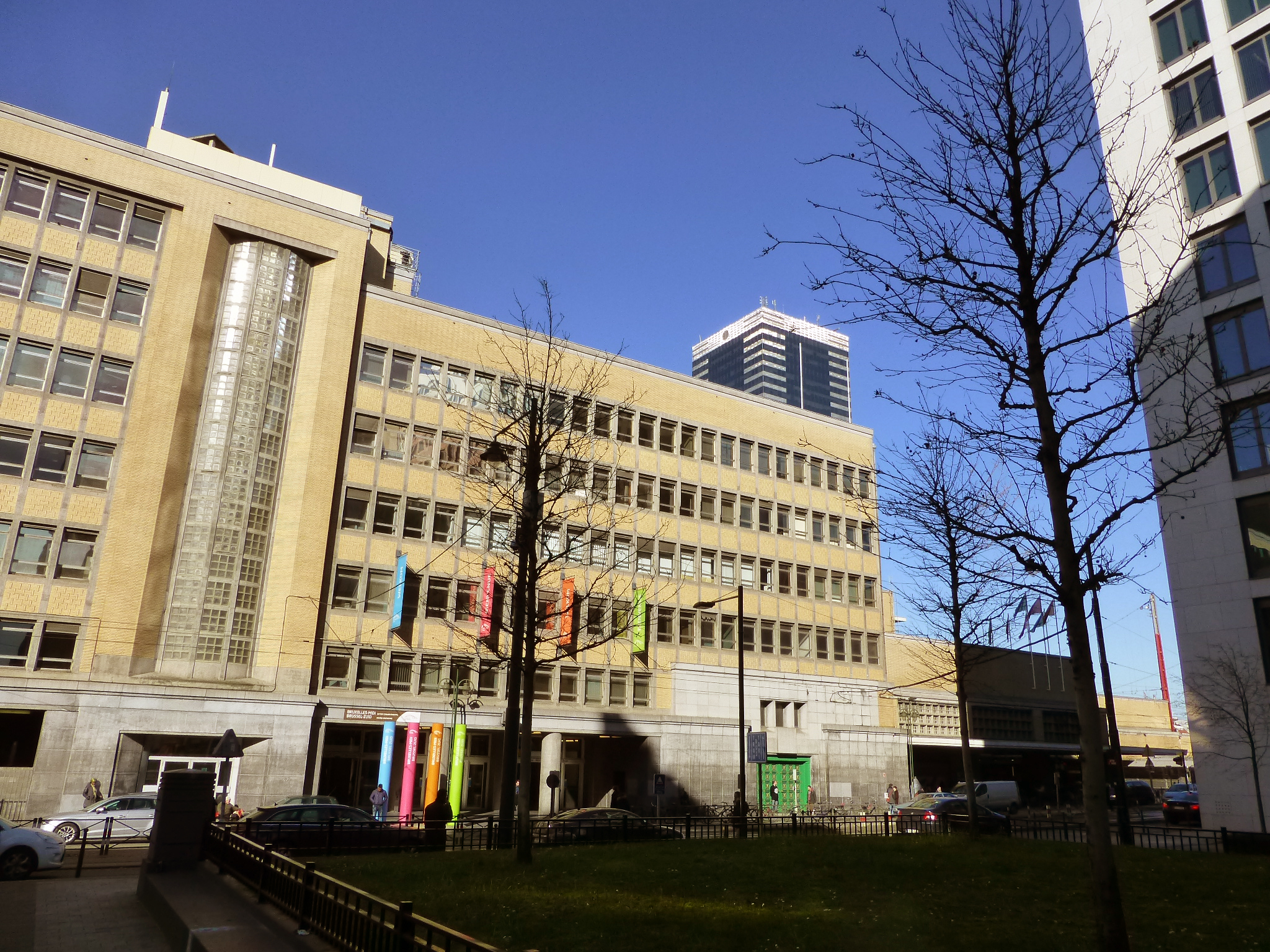
Současná podoba nádraží (1952)

## Poloha
Stanice sousedí s Avenue Fonsny Fonsnylaan na východě, s Rue de France/Frankrijkstraat na západě, s Rue Couverte/Bedektestraat na severu a s Rue des Vétérinaires/Veeartsenstraat na jihu. Ze strany Rue de France/Frankrijkstraat přibyl v devadesátých letech terminál Eurostar.

## Vlakové služby

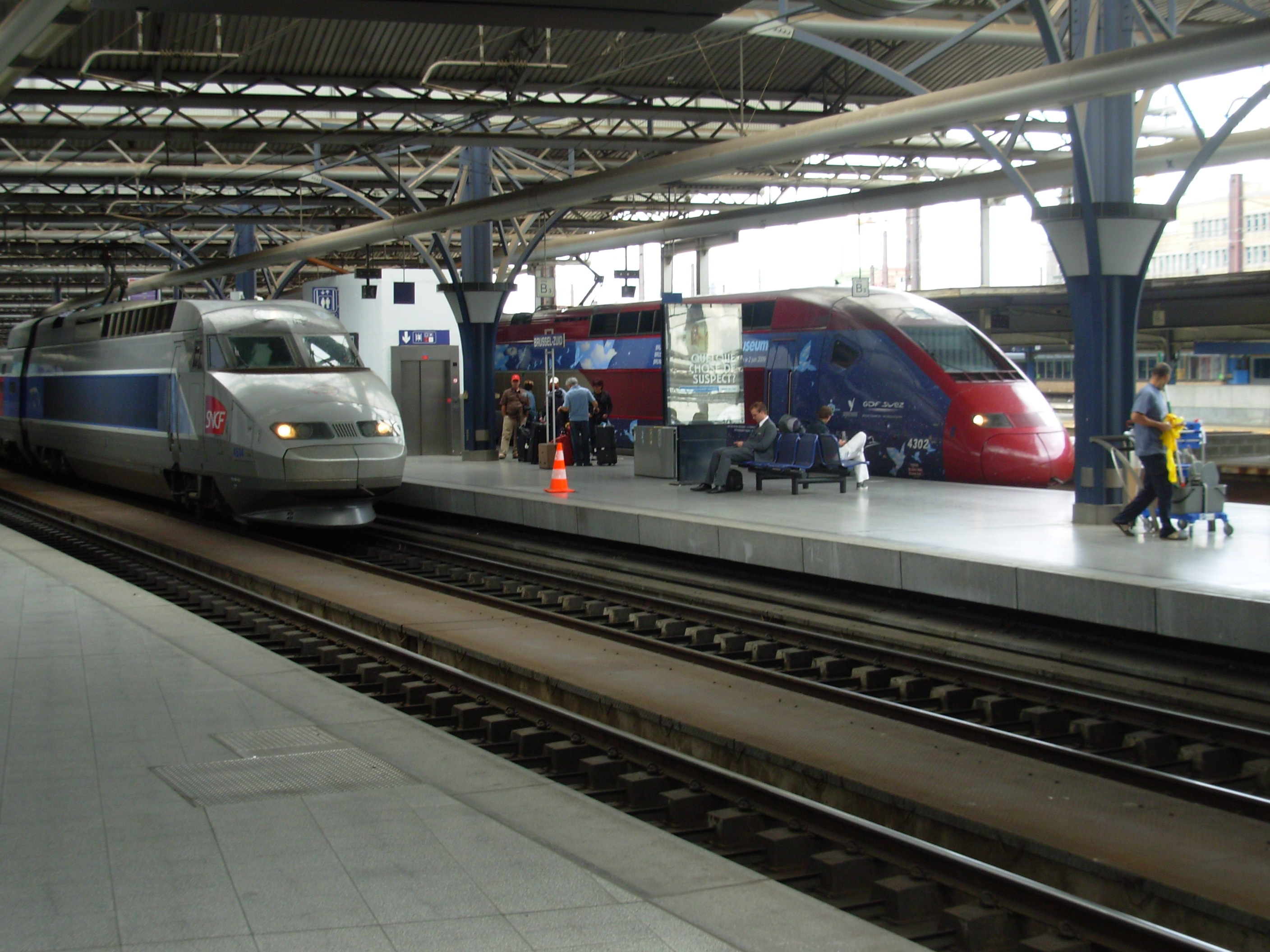
TGV a Thalys sdílí platformu

Stanice nabízí následující služby:[zdroj?]
- Vysokorychlostní doprava (Eurostar) Londýn - Calais - Lille - Brusel
- Vysokorychlostní doprava (Eurostar) Londýn - Brusel - Rotterdam - Amsterdam
- Vysokorychlostní doprava (ICE) Brusel - Liège - Kolín nad Rýnem - Frankfurt
- Vysokorychlostní doprava (Thalys) Amsterdam - Rotterdam - Antverpy - Brusel - Paříž
- Vysokorychlostní doprava (Thalys) Dortmund - Essen - Düsseldorf - Kolín nad Rýnem - Liège - Brusel - Paříž
- Vysokorychlostní doprava (Thalys) Amsterdam - Rotterdam - Antverpy - Brusel - Lille
- Vysokorychlostní doprava (Thalys) Amsterdam - Rotterdam - Antverpy - Brusel - Chambéry - Bourg-Saint-Maurice (v zimě)
- Vysokorychlostní doprava (Thalys) Amsterdam - Rotterdam - Antverpy - Brusel - Avignon - Marseille (v létě)
- Vysokorychlostní doprava (TGV) Brusel - Lille - Letiště CDG - Lyon - Avignon - Marseille
- Vysokorychlostní doprava ( TGV ) Brusel - Lille - Letiště CDG - Lyon - Nîmes - Montpellier - Perpignan
- Vysokorychlostní doprava (TGV) Brusel - Lille - Letiště CDG - Štrasburk
- Meziměstské služby (IC-35) Amsterdam - Haag - Rotterdam - Breda - Antverpy - Letiště Brusel - Brusel
- Meziměstské služby (IC-16) Brusel - Namur - Arlon - Lucembursko
- Meziměstské služby (IC-01) Ostend - Bruggy - Gent - Brusel - Leuven - Liège - Welkenraedt - Eupen
- Meziměstské služby (IC-03) Knokke / Blankenberge - Bruggy - Gent - Brusel - Leuven - Hasselt - Genk
- Meziměstské služby (IC-05) Antverpy - Mechelen - Brusel - Nivelles - Charleroi (pracovní dny)
- Meziměstské služby (IC-06) Tournai - Ath - Halle - Letiště Brusel - Brusel
- Meziměstské služby (IC-06A) Mons - Braine-le-Comte - Letiště Brusel - Brusel
- Meziměstské služby (IC-11) Binche - Braine-le-Comte - Halle - Brusel - Mechelen - Turnhout (pracovní dny)
- Meziměstské služby (IC-12) Kortrijk - Gent - Brusel - Leuven - Liège - Welkenraedt (pracovní dny)
- Meziměstské služby (IC-14) Quiévrain - Mons - Braine-le-Comte - Brusel - Leuven - Liège (pracovní dny)
- Meziměstské služby (IC-17) Brusel - Namur - Dinant (víkendy)
- Meziměstské služby (IC-18) Brusel - Namur - Liège (pracovní dny)
- Meziměstské služby (IC-20) Gent - Aalst - Brusel - Hasselt - Tongeren (pracovní dny)
- Meziměstské služby (IC-20) Gent - Aalst - Brusel - Dendermonde - Lokeren (víkendy)
- Meziměstské služby (IC-22) Essen - Antverpy - Mechelen - Brusel (pracovní dny)
- Meziměstské služby (IC-22) Antverpy - Mechelen - Brusel - Halle - Braine-le-Comte - Binche (víkendy)
- Meziměstské služby (IC-23) Ostend - Bruges - Kortrijk - Zottegem - Letiště Brusel - Brusel
- Meziměstské služby (IC-23A) Bruggy - Gent - Letiště Brusel - Brusel (pracovní dny)
- Meziměstské služby (IC-23A) Gent - Brusel - Letiště Brusel (víkendy)
- Meziměstské služby (IC-26) Kortrijk - Tournai - Halle - Brusel - Dendermonde - Lokeren - Sint Niklaas (pracovní dny)
- Meziměstské služby (IC-29) De Panne - Gent - Aalst - Brusel - Letiště Brusel - Leuven - Landen
- Meziměstské služby (IC-31) Antverpy - Mechelen - Brusel (pracovní dny)
- Meziměstské služby (IC-31) Antverpy - Mechelen - Brusel - Nivelles - Charleroi (víkendy)
- Služby Brussels RER (S1) Antverpy - Mechelen - Brusel - Waterloo - Nivelles (pracovní dny)
- Služby Brussels RER (S1) Antverpy - Mechelen - Brusel (víkendy)
- Služby Brussels RER (S1) Brusel - Waterloo - Nivelles (víkendy)
- Služby Bruselu RER (S2) Leuven - Brusel - Halle - Braine-le-Comte
- Služby Brussels RER (S3) Dendermonde - Brusel - Denderleeuw - Zottegem - Oudenaarde (pracovní dny)
- Služby Brussels RER (S6) Aalst - Denderleeuw - Geraardsbergen - Halle - Brusel - Schaarbeek
- Služby Brussels RER (S8) Brusel - Etterbeek - Ottignies - Louvain-le-Neuve
- Služby Brussels RER (S10) Dendermonde - Brusel - Denderleeuw - Aalst

| Mezinárodní spoje                                                                        |                                                                 |                                    |           |                                                                            |
| Předchozí stanice                                                                        | Eurostar                                                        | Eurostar                           | Eurostar  | Následující stanice                                                        |
| Lille Europeze směru London St Pancras                                                   |                                                                 | Eurostar                           |           | Terminus                                                                   |
| London St PancrasTerminus                                                                |                                                                 | Eurostar                           |           | Rotterdam Centraalve směru Amsterdam Centraal                              |
| Předchozí stanice                                                                        | Thalys                                                          | Thalys                             | Thalys    | Následující stanice                                                        |
| Paris-NordTerminus                                                                       |                                                                 | Thalys                             |           | Antwerpen Centraalve směru Amsterdam Centraal                              |
| Paris-NordTerminus                                                                       | Liège-Guilleminsve směru Dortmund Hbf                           | Thalys                             |           |                                                                            |
| Lille EuropeTerminus                                                                     |                                                                 | Thalys                             |           | Antwerpen Centraalve směru Amsterdam Centraal                              |
| Chambéryze směru Bourg-Saint-Maurice                                                     |                                                                 | Thalys Neige (v zimě)              |           | Antwerpen Centraalve směru Amsterdam Centraal                              |
| Valence TGVze směru Marseille-Saint-Charles                                              |                                                                 | Thalys Soleil (v létě)             |           | Antwerpen Centraalve směru Amsterdam Centraal                              |
| Předchozí stanice                                                                        | DB AG                                                           | DB AG                              | DB AG     | Následující stanice                                                        |
| Terminus                                                                                 |                                                                 | ICE 79                             |           | Brusel severní nádražíve směru Frankfurt (Main) Hbf                        |
| Předchozí stanice                                                                        | SNCF                                                            | SNCF                               | SNCF      | Následující stanice                                                        |
| Terminus                                                                                 |                                                                 | TGV                                |           | Lille Europeve směru Marseille-Saint-Charles                               |
| Terminus                                                                                 |                                                                 | TGV                                |           | Lille Europeve směru Perpignan                                             |
| Terminus                                                                                 |                                                                 | TGV                                |           | Lille Europeve směru Strasbourg-Ville                                      |
| Předchozí stanice                                                                        | NMBS/SNCB                                                       | NMBS/SNCB                          | NMBS/SNCB | Následující stanice                                                        |
| Terminus                                                                                 |                                                                 | IC JIC "des Ardennes" & Luxembourg |           | Brusel centrální nádražíve směru Lucemburk                                 |
| Brusel centrální nádražíze směru Amsterdam Centraal                                      |                                                                 | Intercity Direct 9200              |           | Terminus                                                                   |
|                                                                                          | Vnitrostátní linky                                              |                                    |           |                                                                            |
| Předchozí stanice                                                                        | NMBS/SNCB                                                       | NMBS/SNCB                          | NMBS/SNCB | Následující stanice                                                        |
| Gentze směru Ostende                                                                     |                                                                 | IC 01                              |           | Brusel centrální nádražíve směru Eupen                                     |
| Gentze směru Blankenberge a Knokke                                                       |                                                                 | IC 03                              |           | Brusel centrální nádražíve směru Genk                                      |
| Brusel centrální nádražíze směru Antwerpen Centraal                                      |                                                                 | IC 05v pracovní dny                |           | Braine-l'Alleudve směru Charleroi-Central                                  |
| Halleze směru Tournai                                                                    |                                                                 | IC 06                              |           | Brusel centrální nádražíve směru Letiště Brusel                            |
| Braine-le-Comteze směru Mons                                                             |                                                                 | IC 06A                             |           | Brusel centrální nádražíve směru Letiště Brusel                            |
| Halleze směru Binche                                                                     |                                                                 | IC 11v pracovní dny                |           | Brusel centrální nádražíve směru Turnhout                                  |
| Gentze směru Kortrijk                                                                    |                                                                 | IC 12v pracovní dny                |           | Brusel centrální nádražíve směru Welkenraedt                               |
| Halleze směru Quiévrain                                                                  |                                                                 | IC 14v pracovní dny                |           | Brusel centrální nádražíve směru Liège-Guillemins                          |
| Terminus                                                                                 |                                                                 | IC 17v pracovní dny                |           | Brusel centrální nádražíve směru Dinant                                    |
| Terminus                                                                                 |                                                                 | IC 18v pracovní dny                |           | Brusel centrální nádražíve směru Liège-Palais                              |
| LiedekerkeOd pondělí do pátku s výjimkou svátkůze směru Gent                             |                                                                 | IC 20                              |           | Brusel centrální nádražíOd pondělka do pátku kromě svátkůve směru Tongeren |
| LiedekerkeO víkendech a svátcích ze směru Gent                                           | Brusel centrální nádražíO víkendech a svátcíchve směru Lokeren  | IC 20                              |           |                                                                            |
| Brusel centrální nádražíOd pondělí do pátku s výjimkou svátkůze směru Essen              |                                                                 | IC 22                              |           | Terminus                                                                   |
| Brusel centrální nádražíO víkendech a svátcíchze směru Antwerpen Centraal                | HalleO víkendech a svátcíchve směru Binche                      | IC 22                              |           |                                                                            |
| Denderleeuwze směru Ostende                                                              |                                                                 | IC 23                              |           | Brusel centrální nádražíve směru Letiště Brusel                            |
| Gentze směru Bruggy                                                                      |                                                                 | IC 23A                             |           | Brusel centrální nádražíve směru Letiště Brusel                            |
| Halleze směru Kortrijk                                                                   |                                                                 | IC 26v pracovní dny                |           | Brusel centrální nádražíve směru Sint-Niklaas                              |
| Liedekerkeze směru De Panne                                                              |                                                                 | IC 29                              |           | Brusel centrální nádražíve směru Landen                                    |
| Brusel centrální nádražíOd pondělí do pátku s výjimkou svátkůze směru Antwerpen Centraal |                                                                 | IC 31                              |           | Terminus                                                                   |
| Brusel centrální nádražíO víkendech a svátcíchze směru Antwerpen Centraal                | Braine-l'AlleudO víkendech a svátcíchve směru Charleroi-Central | IC 31                              |           |                                                                            |
| Brussels-Chapelze směru Antwerpen Centraal                                               |                                                                 | S 1v pracovní dny                  |           | Forest-Estve směru Nivelles                                                |
| Brusel centrální nádražíze směru Bruxelles-Nord / Brussel-Noord                          |                                                                 | S 1o víkendech                     |           | Forest-Estve směru Nivelles                                                |
| Brusel centrální nádražíze směru Antwerpen Centraal                                      |                                                                 | S 1o víkendech                     |           | Terminus                                                                   |
| Brussels-Chapelze směru Antwerpen Centraal                                               |                                                                 | S 1                                |           | Forest-Estve směru Nivelles                                                |
| Brusel centrální nádražíze směru Lovaň                                                   |                                                                 | S 2                                |           | Forest-Midive směru Braine-le-Comte                                        |
| Brusel centrální nádražíze směru Dendermonde                                             |                                                                 | S 3                                |           | Denderleeuwve směru Oudenaarde                                             |
| Brusel centrální nádražíze směru Schaarbeek                                              |                                                                 | S 6                                |           | Halleve směru Denderleeuw                                                  |
| Brusel centrální nádražíze směru Louvain-la-Neuve-Université                             |                                                                 | S 8                                |           | Terminus                                                                   |
| Brusel centrální nádražíze směru Aalst                                                   |                                                                 | S 10                               |           | Brusel západní nádražíve směru Dendermonde                                 |

## Stanice metra
Stanice metra zvaná Gare du Midi/Zuidstation byla otevřena v roce 1988 coby (tehdy) poslední zastávka linky č. 2. Linka 2 byla od té doby prodloužena v roce 1993 do Clemenceau, v roce 2006 do Delacroix a v roce 2009 do Gare de l'Ouest/Weststation. Od roku 1993 ve stanici zastavuje i tzv. premetro (podzemní tramvaj).[zdroj?]

## Ouibus
Od 23. července 2012 obsluhuje stanici Brusel jižní nádraží mezinárodní autobusová síť společnosti SNCF OUIBUS, a sice na linkách:
- Paříž - Lille - Brusel
- Amsterdam - Brusel (od 28. dubna 2014)
- Amsterdam - Brusel - Londýn (od 28. dubna 2014)

## Ostatní autobusová doprava
Kyvadlová doprava na letiště Brussels South Charleroi odjíždí ze zastávky na Rue de France/Frankrijkstraat . 

## Zajímavosti
South Tower, nejvyšší budova v Belgii, stojí před hlavním východem z budovy nádraží (křižovatka Avenue Fonsny Fonsnylaan a Rue Couverte/Bedektestraat). Sídlí v ní belgická Federální služba důchodů (FPS).